# PL/SQL
PL/SQL oznacza proceduralny SQL – rozszerzenie języka SQL umożliwiające tworzenie konstrukcji takich jak pętle, instrukcje warunkowe oraz zmienne. Jest używany w Oracle Forms i w bazie Oracle Database do tworzenia wyzwalaczy, procedur i funkcji.
PL/SQL składniowo nawiązuje do Ady, jest jednym z trzech języków wbudowanych w bazę danych Oracle, pozostałe dwa to SQL i Java.
PL/SQL stanowi wbudowany język proceduralny baz danych Oracle. Inne bazy danych zwykle mają odpowiedniki języka proceduralnego, np. PL/pgSQL w PostgreSQL.

## Historia
PL/SQL pierwszy raz pojawił się w Oracle Forms v3. Parę lat później został zawarty w bazie danych Oracle v7 (do tworzenia procedur, funkcji, pakietów, wyzwalaczy i bloków anonimowych), następnie w Oracle Reports v2.

## Podstawowa struktura kodu
Kod PL/SQL składa się z bloków, które ogólnie rzecz biorąc mają formę:
```
  
DECLARE

     
-- blok deklaracji (opcjonalnie)

  
BEGIN

     
-- blok programu

  
EXCEPTION

     
-- obsługa wyjątków (opcjonalnie)

  
END

  
/* Przykładowy komentarz

      w wielu liniach... */

```

W sekcji DECLARE określa się typy zmiennych, stałych, kolekcji, i typów zdefiniowanych przez użytkownika.
Pomiędzy BEGIN i END znajduje się kod wykonywany przez procedurę.
Wyjątki, błędy pojawiające się podczas wykonywania kodu, występują w jednym z dwóch typów:
1. Wyjątki pre-definiowane (wstępnie zdefiniowane wyjątki).
2. Wyjątki zdefiniowane przez użytkownika.

Wyjątki zdefiniowane przez użytkownika można uruchomić przy pomocy komendy RAISE, składnia :
```
 
RAISE
 
<
exception
 
name
>
;

```

Oracle zdefiniowało wstępnie podstawowe wyjątki np. NO_DATA_FOUND, TOO_MANY_ROWS, itp.
Każdy wyjątek posiada numer błędu (SQL Error Number) i związaną z nim treść (SQL Error Message).
Dostęp do numeru i treści błędu można uzyskać poprzez użycie funkcji SQLCODE i SQLERRM.

## Zmienne
W bloku deklaracji, jak sama nazwa wskazuje, deklaruje się i (opcjonalnie) inicjalizuje zmienne.
Jeśli zmienna nie jest zainicjowana jej wartość jest automatycznie ustawiana na NULL.
Przykład:
```
declare

  
liczba1
 
number
(
2
);

  
liczba2
 
number
(
4
,
2
)
     
:=
 
17.25
;

  
text1
   
varchar2
(
12
)
  
:=
 
'Waldek'
;

  
data1
   
date
          
:=
 
SYSDATE
;
        
-- obecna data i czas.

begin

  
SELECT
 
numer_ulicy

  
into
   
liczba1

  
from
   
address

  
where
  
name
 
=
 
text1
;

end
;

```

### Zmienne numeryczne
nazwa_zmiennej number(P[,S]) := wartość;
Typ NUMBER w PL/SQL jest identyczny z typem NUMBER z bazy danych Oracle, może przechowywać liczby zmiennoprzecinkowe jak i całkowite.
Przy deklaracji tego typu możemy podać precyzję (P), czyli łączną liczbę cyfr jaka będzie służyła do zapisu wartości oraz skalę (S), czyli liczbę cyfr po przecinku (jeśli wartość skali jest dodatnia) lub liczbę cyfr zaokrąglonych na lewo od przecinka (jeśli wartość S jest ujemna).
Inne typy danych numerycznych:
binary_float, binary_double, dec, decimal, double precision, float, integer, int, numeric, real, smallint, binary_integer

### Zmienne znakowe
```
nazwa_zmiennej
 
varchar2
 
(
 
L
 
)
 
:=
 
'Tekst'
 
;

```

Aby określić typ zmiennej znakowej należy po definicji nazwy zmiennej określić typ na VARCHAR2.
W nawiasie określamy liczbę bajtów (L) jaka będzie używana do przechowywania wartości zmiennej.
Inne typy danych dla zmiennych znakowych:
varchar, char, long, raw, long raw, nchar, nchar2, clob, blob, bfile

### Zmienne logiczne (Boolean)
```
nazwa_zmiennej
 
boolean
 
:=
 
true
;

```

Zmienne logiczne przechowują wartości: TRUE (prawda), FALSE (fałsz) lub NULL.

### Data i czas
```
nazwa_zmiennej
 
date
 
:=
 
'01-Jan-2005'
;

```

w PL/SQL do obsługi daty i czasu służą typy: DATE, TIMESTAMP i INTERVAL.
Najczęściej stosowany jest typ DATE.
Do konwersji zmiennej typu znakowego (np.varchar2) do typu DATE służy funkcja "TO_DATE".
Funkcja zamienia podany ciąg znaków na podstawie podanej definicji w wywołaniu funkcji, np.
```
 
to_date
(
'31-12-2004'
,
'dd-mm-yyyy'
)

```

Do odwrotnej konwersji, tj. z typu DATE do typów znakowych należy stosować funkcji "TO_CHAR", która przyjmuje datę i zwraca informację w formacie VARCHAR2, np.
```
 
to_char
(
SYSDATE
,
 
'DD:MM:YYYY HH24:MI:SS'
)

```